# Gbalavé
Gbalavé est un village situé dans la Région des Plateaux au Togo, plus précisément dans la préfecture de Kloto. Il se trouve à environ 124 Km de Lomé, la capitale du pays, et à proximité de Kpalimé.

## Initiatives communautaires
Gbalavé est reconnu pour ses initiatives communautaires et ses projets de développement. Parmi ceux-ci :
- Le centre agropastoral Mokpokpo[2], une coopérative créée le 19 février 2012, regroupe 20 membres, dont 12 hommes et 8 femmes. Cette coopérative se consacre à l'élevage de poules pondeuses, avec pour objectif de répondre à la demande croissante en viande et en œufs, tout en favorisant l'entrepreneuriat chez les jeunes et l'autonomisation des femmes.
- L'Association des Amis du Togo[3], fondée le 13 avril 1996, a concentré une grande partie de ses activités à Gbalavé. Grâce à cette association, le village a bénéficié de la construction d'un dispensaire, d'un centre de formation pour divers métiers (tels que tailleurs, maçons, menuisiers, électriciens et coiffeurs), de plusieurs écoles et d'un jardin biologique. De plus, un centre informatique/internet a été établi en 1999 à Kpalimé, située à 6 kilomètres de Gbalavé.

## Personnalités liées
- Prof. Komla Dodzi Kokoroko[4], natif de Gbalavé, est une personnalité politique notable. Lors des élections législatives, le village a accueilli les candidats du parti Union pour la République (UNIR) dans une ambiance festive.